# Acantilado de Las Traviesas
Acantilado de Las Traviesas este o arie protejată (arie de protecție specială avifaunistică — SPA) din Spania întinsă pe o suprafață de 43,53 ha, integral pe uscat.

## Localizare
Centrul sitului Acantilado de Las Traviesas este situat la coordonatele 28°41′29″N 17°58′04″W / 28.69138°N 17.96768°V.

## Înființare
Situl Acantilado de Las Traviesas a fost declarat arie de protecție specială avifaunistică în octombrie 2022 pentru a proteja 4 specii de animale.

## Biodiversitate
Situată în ecoregiunea , aria protejată nu include niciun habitat protejat.
La baza desemnării sitului se află mai multe specii protejate de  păsări (4): Calonectris borealis, șoim călător (Falco peregrinus), Pyrrhocorax pyrrhocorax, chiră de baltă (Sterna hirundo).